# Apanteles agynus
Apanteles agynus är en stekelart som beskrevs av De Saeger 1944. Apanteles agynus ingår i släktet Apanteles och familjen bracksteklar. Inga underarter finns listade i Catalogue of Life.